# Lux* Resorts & Hotels
 (février 2012).
Si vous disposez d'ouvrages ou d'articles de référence ou si vous connaissez des sites web de qualité traitant du thème abordé ici, merci de compléter l'article en donnant les références utiles à sa vérifiabilité et en les liant à la section « Notes et références ».
Lux* Resorts & Hotels est un groupe hôtelier mauricien possédant sept hôtels dans son pays d'origine, un à La Réunion, un aux Maldives, et un hôtel dans la région de Lijiang, en Chine.

## Histoire
Fondé en 1987, Lux* Island Resorts (anciennement connu sous le nom de Naiade Resorts Ltd) est une chaîne d'hôtels à Maurice, aux Maldives et à La Réunion.
En novembre 2005, la Société est introduite à la liste officielle de la bourse des valeurs de Maurice. Le 1er décembre 2011, Naïade Resorts Ltd est renommé Lux* Island Resorts.
C'est en mai 2014 que Lux* Island Resorts devient Lux* Resorts & Hotels, puisque le groupe anciennement composé de Resorts uniquement se voit enrichit d’un hôtel en Chine.

## Positionnement
Lux* Resorts & Hotels est un ensemble de resorts haut de gamme situés dans l'Océan Indien et de boutique Hotel situés en Chine.
« Lux* Resorts & Hotels » est à la fois un nouveau nom et une nouvelle marque désignant les hôtels de luxe précédemment exploités sous l'appellation « Lux* Island Resort » .Les cinq complexes hôteliers du portefeuille Lux* sont : Lux* Belle Mare, Maurice (anciennement Beau Rivage) ; Lux* Le Morne, Maurice (anciennement Les Pavillons) ; Lux* Grand Gaube, Maurice (anciennement Legends) ; Lux* South Ari Atoll, Maldives(anciennement Diva Maldives) ; Lux* Saint-Gilles, Ile de la Réunion (anciennement Grand Hôtel du Lagon) et enfin Lux* Tea Horse Road, Lijiang en Chine
Les autres propriétés  exploitées, ex  « Produced by Lux* » sont les : Tamassa (Bel Ombre, Maurice) ; Merville Beach (Grand Baie, Maurice) ; Hôtel Le Récif (la Réunion) ; Ile des Deux Cocos, (île privée, Maurice).